# Tournoi pré-olympique de football de 1990-1992
Navigation
Séoul 1988 Atlanta 1996
Le tournoi pré-olympique de football de 1990-1992 a eu pour but de désigner les 15 nations qualifiées pour participer au tournoi final de football, disputé lors des Jeux olympiques de Barcelone en 1992. L'Espagne est qualifiée d'office en tant que pays hôte et complète ainsi le total des 16 participants à la phase finale.
Sur 128 nations inscrites au départ, 113 pays originaires de six continents ont effectivement pris part aux matches de qualification, qui ont eu lieu du 21 octobre 1990 au 3 juin 1992, et étaient répartis entre les six confédérations comme suit :
- 32 équipes d'Europe (UEFA)
- 10 équipes d'Amérique du Sud (CONMEBOL)
- 19 équipes d'Amérique du Nord et d'Amérique centrale (CONCACAF)
- 28 équipes d'Asie (AFC)
- 04 équipes d'Océanie (OFC)
- 20 équipes d'Afrique (CAF)

En ce qui concerne la zone Europe, c'est le Championnat d'Europe espoirs 1992 qui fait office d'éliminatoires.

## Pays qualifiés
| Tournoi qualificatif                                                      | Dates                                  | Lieu         | Places | Qualifiés                     |
| ------------------------------------------------------------------------- | -------------------------------------- | ------------ | ------ | ----------------------------- |
| Pays organisateur                                                         |                                        |              | 1      | Espagne                       |
| Championnat d'Europe espoirs 1992 + Barrage intercontinental (UEFA / OFC) | du 10 mars 1992 au 3 juin 1992         | Itinérant    | 4      | Italie Suède Danemark Pologne |
| Tournoi pré-olympique CONMEBOL                                            | du 31 janvier au 16 février 1992       | Paraguay     | 2      | Paraguay Colombie             |
| Tournoi pré-olympique CONCACAF                                            | du 21 octobre 1990 au 17 mai 1992      | Itinérant    | 2      | États-Unis Mexique            |
| Tournoi pré-olympique AFC                                                 | du 18 mai 1991 au 30 janvier 1992      | Kuala Lumpur | 3      | Qatar Corée du Sud Koweït     |
| Tournoi pré-olympique OFC + Barrage intercontinental (UEFA / OFC)         | du 19 mai 1991 au 22 novembre 1991     | Fidji        | 1      | Australie                     |
| Tournoi pré-olympique CAF                                                 | du 18 novembre 1990 au 23 février 1992 | Itinérant    | 3      | Maroc Ghana Égypte            |
| Total                                                                     |                                        |              | 16     |                               |

## Résultats des qualifications par confédération
Dans les phases de qualification en groupe disputées selon le système de championnat, en cas d’égalité de points de plusieurs équipes à l'issue de la dernière journée, les critères suivants sont appliqués dans l'ordre indiqué pour établir leur classement :

- Meilleure différence de buts,
- Plus grand nombre de buts marqués.

Dans le système à élimination directe avec des matches aller et retour, en cas d'égalité parfaite au score cumulé des deux rencontres, les mesures suivantes sont d'application :

- Organisation de prolongations et, au besoin, d'une séance de tirs au but, si les deux équipes sont toujours à égalité au terme des prolongations, ou
- Nécessité d'un match d'appui disputé sur terrain neutre, et
- La règle des buts marqués à l'extérieur est en vigueur.

### Europe (UEFA)
Le Championnat d'Europe de football espoirs 1992 fait office d'éliminatoires européens pour le tournoi olympique de football. L'Espagne est qualifiée d'office en tant que pays hôte et les quatre demi-finalistes sont également qualifiés. L'Écosse étant inéligilible, c'est la Pologne qui hérite du ticket à sa place. La cinquième meilleure équipe européenne, en l'occurrence les Pays-Bas, doit affronter la meilleure équipe d'Océanie lors d'un barrage intercontinental pour une dernière place qualificative.

### Amérique du Sud (CONMEBOL)
Le tournoi pré-olympique sud-américain s'est déroulé du 31 janvier au 16 février 1992 à Asuncion au Paraguay. Les dix nations participantes ont été réparties dans deux poules de cinq équipes. Les deux pays les mieux classés de chacun des deux groupes se sont retrouvés pour le tournoi final au sein d'un groupe unique dont les deux premiers étaient placés pour le tournoi olympique au terme d'une compétition à match unique entre chacun des adversaires. À l'issue de ces éliminatoires, le Paraguay et la Colombie se sont qualifiés.

#### Premier tour

##### Groupe A
| Rang | Équipe         | Pts | J | G | N | P | Bp | Bc | Diff |  | Résultats (▼ dom., ► ext.) |  |     |     |     |     |
| ---- | -------------- | --- | - | - | - | - | -- | -- | ---- |  | -------------------------- |  | --- | --- | --- | --- |
| 1    | Colombie       | 7   | 4 | 3 | 1 | 0 | 10 | 1  | +9   |  | Colombie                   |  | 0-0 | 2-0 | 4-1 | 4-0 |
| 2    | Paraguay       | 5   | 4 | 2 | 1 | 1 | 8  | 2  | +6   |  | Paraguay                   |  |     | 0-1 | 7-1 | 1-0 |
| 3    | Brésil         | 5   | 4 | 2 | 1 | 1 | 4  | 4  | 0    |  | Brésil                     |  |     |     | 2-1 | 1-1 |
| 4    | Pérou          | 2   | 4 | 1 | 0 | 3 | 6  | 13 | -7   |  | Pérou                      |  |     |     |     | 3-0 |
| 5    | Venezuela (en) | 1   | 4 | 0 | 1 | 3 | 1  | 9  | -8   |  | Venezuela (en)             |  |     |     |     |     |

##### Groupe B
| Rang | Équipe        | Pts | J | G | N | P | Bp | Bc | Diff |  | Résultats (▼ dom., ► ext.) |  |     |     |     |     |
| ---- | ------------- | --- | - | - | - | - | -- | -- | ---- |  | -------------------------- |  | --- | --- | --- | --- |
| 1    | Équateur (en) | 6   | 4 | 3 | 0 | 1 | 11 | 3  | +8   |  | Équateur (en)              |  | 2-0 | 0-1 | 5-1 | 4-1 |
| 2    | Uruguay       | 6   | 4 | 3 | 0 | 1 | 7  | 3  | +4   |  | Uruguay                    |  |     | 2-1 | 1-0 | 4-0 |
| 3    | Argentine     | 5   | 4 | 2 | 1 | 1 | 4  | 3  | +1   |  | Argentine                  |  |     |     | 1-1 | 1-0 |
| 4    | Chili (en)    | 1   | 3 | 0 | 1 | 2 | 2  | 7  | -5   |  | Chili (en)                 |  |     |     |     | -   |
| 5    | Bolivie (en)  | 0   | 3 | 0 | 0 | 3 | 1  | 9  | -8   |  | Bolivie (en)               |  |     |     |     |     |

#### Tournoi final
| Rang | Équipe        | Pts | J | G | N | P | Bp | Bc | Diff |  | Résultats (▼ dom., ► ext.) |  |     |     |     |
| ---- | ------------- | --- | - | - | - | - | -- | -- | ---- |  | -------------------------- |  | --- | --- | --- |
| 1    | Paraguay      | 5   | 3 | 2 | 1 | 0 | 2  | 0  | +2   |  | Paraguay                   |  | 1-0 | 0-0 | 1-0 |
| 2    | Colombie      | 3   | 3 | 1 | 1 | 1 | 4  | 2  | +2   |  | Colombie                   |  |     | 3-0 | 1-1 |
| 3    | Uruguay       | 3   | 3 | 1 | 1 | 1 | 1  | 3  | -2   |  | Uruguay                    |  |     |     | 1-0 |
| 4    | Équateur (en) | 1   | 3 | 0 | 1 | 2 | 1  | 3  | -2   |  | Équateur (en)              |  |     |     |     |

### Amérique du Nord, Amérique centrale et Caraïbes (CONCACAF)
Les tours de qualification et le tournoi pré-olympique de la CONCACAF ont eu lieu du 21 octobre 1990 au 17 mai 1992 et ont permis aux États-Unis et au Mexique de se qualifier pour le tournoi olympique. Les quatre derniers participants à la ronde finale continentale octroyant deux places qualificatives ont été déterminés dans les trois zones réunissant les 20 nations inscrites à l'issue de deux rondes. Le premier tour selon un système à élimination directe disputé en match aller-retour et le deuxième tour sous forme de championnat à trois groupes de trois équipes issues de chacune des trois zones. Les trois vainqueurs de groupe ainsi que le meilleur deuxième sont qualifiés pour le tournoi final continental disputé en matches aller et retour entre le 25 mars et le 17 mai 1992. Le Costa Rica a été disqualifié pour avoir aligné des joueurs plus âgés.

#### Premier tour

##### Zone Amérique du Nord (NAFU)
La NAFU est composée de trois des quatre pays de l'Amérique du Nord. Le quatrième territoire de l'Amérique du Nord, les Bermudes, fait partie de l'Union caribéenne de football (CFU). Dès lors, le Canada, les États-Unis et le Mexique sont qualifiés d'office pour le deuxième tour.

##### Zone Amérique Centrale (UNCAF)
| Équipe 1  | Résultat | Équipe 2               | Aller | Retour |
| --------- | -------- | ---------------------- | ----- | ------ |
| Guatemala | 2 - 4    | Honduras               | 2 - 2 | 0 - 2  |
| Belize    | 0 - 5    | Salvador (en)          | 0 - 2 | 0 - 3  |
| Panama    | -        | Costa Rica disqualifié | -     | -      |

##### Zone Caraïbes (CFU)

###### Premier tour
| Équipe 1               | Résultat | Équipe 2          | Aller | Retour |
| ---------------------- | -------- | ----------------- | ----- | ------ |
| Haïti (en)             | 3 - 3 E  | Cuba              | 1 - 1 | 2 - 2  |
| Antilles néerlandaises | 0 - 1    | Suriname          | 0 - 1 | 0 - 0  |
| Porto Rico             | 0 - 5    | Jamaïque          | 0 - 3 | 0 - 2  |
| Aruba                  | 1 - 0    | Sainte-Lucie      | 0 - 0 | 0 - 9  |
| Antigua-et-Barbuda     | 0 - 5    | Barbade           | 0 - 0 | 0 - 5  |
|                        | exempt   | Trinité-et-Tobago | -     | -      |

###### Second tour
| Équipe 1          | Résultat | Équipe 2   | Aller | Retour | Appui |
| ----------------- | -------- | ---------- | ----- | ------ | ----- |
| Barbade           | 1 - 2    | Suriname   | 0 - 0 | 1 - 2  | -     |
| Trinité-et-Tobago | 3 - 2    | Jamaïque   | 1 - 0 | 0 - 1  | 2 - 1 |
| Sainte-Lucie      | 2 - 3    | Haïti (en) | 1 - 1 | 1 - 2  | -     |

#### Deuxième tour

##### Groupe A
| Rang | Équipe   | Pts | J | G | N | P | Bp | Bc | Diff |  | Résultats (▼ dom., ► ext.) |     |     |     |
| ---- | -------- | --- | - | - | - | - | -- | -- | ---- |  | -------------------------- | --- | --- | --- |
| 1    | Honduras | 7   | 4 | 3 | 1 | 0 | 6  | 1  | +5   |  | Honduras                   |     | 1-1 | 2-0 |
| 2    | Mexique  | 4   | 4 | 1 | 2 | 1 | 8  | 3  | +5   |  | Mexique                    | 0-1 |     | 6-0 |
| 3    | Suriname | 1   | 4 | 0 | 1 | 3 | 1  | 11 | -10  |  | Suriname                   | 0-2 | 1-1 |     |

##### Groupe B
| Rang | Équipe            | Pts | J | G | N | P | Bp | Bc | Diff |  | Résultats (▼ dom., ► ext.) |     |     |     |
| ---- | ----------------- | --- | - | - | - | - | -- | -- | ---- |  | -------------------------- | --- | --- | --- |
| 1    | Canada            | 6   | 4 | 3 | 0 | 1 | 11 | 4  | +7   |  | Canada                     |     | 4-0 | 3-0 |
| 2    | Salvador (en)     | 4   | 4 | 2 | 0 | 2 | 5  | 7  | -2   |  | Salvador (en)              | 3-1 |     | 2-0 |
| 3    | Trinité-et-Tobago | 2   | 4 | 1 | 0 | 3 | 3  | 8  | -5   |  | Trinité-et-Tobago          | 1-3 | 2-0 |     |

##### Groupe C
| Rang | Équipe     | Pts | J | G | N | P | Bp | Bc | Diff |  | Résultats (▼ dom., ► ext.) |     |     |     |
| ---- | ---------- | --- | - | - | - | - | -- | -- | ---- |  | -------------------------- | --- | --- | --- |
| 1    | États-Unis | 7   | 4 | 3 | 1 | 0 | 18 | 2  | +16  |  | États-Unis                 |     | 7-1 | 8-0 |
| 2    | Panama     | 2   | 3 | 0 | 2 | 1 | 3  | 10 | -7   |  | Panama                     | 1-1 |     | 2-2 |
| 3    | Haïti (en) | 1   | 3 | 0 | 1 | 2 | 2  | 12 | -10  |  | Haïti (en)                 | 0-2 | -   |     |

#### Tournoi final
| Rang | Équipe     | Pts | J | G | N | P | Bp | Bc | Diff |  | Résultats (▼ dom., ► ext.) |     |     |     |     |
| ---- | ---------- | --- | - | - | - | - | -- | -- | ---- |  | -------------------------- | --- | --- | --- | --- |
| 1    | États-Unis | 10  | 6 | 5 | 0 | 1 | 17 | 10 | +7   |  | États-Unis                 |     | 3-0 | 3-1 | 4-3 |
| 2    | Mexique    | 7   | 6 | 3 | 1 | 2 | 14 | 9  | +5   |  | Mexique                    | 1-2 |     | 4-1 | 5-1 |
| 3    | Canada     | 4   | 6 | 1 | 2 | 3 | 7  | 12 | -5   |  | Canada                     | 2-1 | 1-1 |     | 2-2 |
| 4    | Honduras   | 3   | 6 | 1 | 1 | 4 | 11 | 18 | -7   |  | Honduras                   | 3-4 | 1-3 | 1-0 |     |

### Asie (AFC)
La phase de qualification asiatique a été jouée entre le 27 février 1987 et le 15 janvier 1988 en deux rondes. Un premier tour réunissant les 30 participants, répartis en six groupes de cinq équipes (trois groupes au Moyen-Orient et en Asie centrale ainsi que trois groupes en Extrême-Orient), au sein d'une compétition en matches aller et retour ou sous forme de tournoi à rencontre unique contre chacun des adversaires, dépendant des groupes. Les vainqueurs de chaque groupe se sont qualifiés pour un second tour à une poule de six nations dont les trois premières nations classées au terme d'une compétition en matches aller et retour se sont placées pour les Jeux olympiques d'été de 1992. Au terme de cette phase éliminatoire, le Qatar, la Corée du Sud et le Koweït ont gagné le droit de disputer le tournoi olympique. L'Afghanistan et le Laos ont en définitive renoncé à participer.

#### Premier tour

##### Zone Moyen-Orient et Asie centrale

###### Groupe A
| Rang | Équipe              | Pts | J | G | N | P | Bp | Bc | Diff |  | Résultats (▼ dom., ► ext.) |     |     |     |     |     |
| ---- | ------------------- | --- | - | - | - | - | -- | -- | ---- |  | -------------------------- | --- | --- | --- | --- | --- |
| 1    | Qatar               | 13  | 8 | 6 | 1 | 1 | 16 | 4  | +12  |  | Qatar                      |     | 2-0 | 2-1 | 3-0 | 2-0 |
| 2    | Iran (en)           | 12  | 8 | 5 | 2 | 1 | 19 | 6  | +13  |  | Iran (en)                  | 2-0 |     | 2-2 | 2-1 | 5-0 |
| 3    | Émirats arabes unis | 7   | 8 | 2 | 3 | 3 | 8  | 8  | 0    |  | Émirats arabes unis        | 0-2 | 0-1 |     | 2-1 | 2-0 |
| 4    | Yémen (en)          | 7   | 8 | 2 | 3 | 3 | 7  | 9  | -2   |  | Yémen (en)                 | 1-1 | 1-1 | 0-0 |     | 1-0 |
| 5    | Pakistan (en)       | 0   | 8 | 0 | 0 | 8 | 0  | 23 | -23  |  | Pakistan (en)              | 0-4 | 0-6 | 0-1 | 0-2 |     |

###### Groupe B
Le tournoi a été disputé à Hyderabad en Inde du 4 au 14 août 1991.
| Rang | Équipe      | Pts | J | G | N | P | Bp | Bc | Diff |  | Résultats (▼ dom., ► ext.) |  |     |     |     |     |
| ---- | ----------- | --- | - | - | - | - | -- | -- | ---- |  | -------------------------- |  | --- | --- | --- | --- |
| 1    | Koweït (en) | 7   | 4 | 3 | 1 | 0 | 6  | 3  | +3   |  | Koweït (en)                |  | 1-1 | 1-0 | 2-1 | 2-1 |
| 2    | Syrie (en)  | 6   | 4 | 2 | 2 | 0 | 3  | 1  | +2   |  | Syrie (en)                 |  |     | 0-0 | 0-1 | 1-0 |
| 3    | Oman (en)   | 4   | 4 | 1 | 2 | 1 | 2  | 2  | 0    |  | Oman (en)                  |  |     |     | 1-0 | 1-1 |
| 4    | Liban (en)  | 2   | 4 | 1 | 0 | 3 | 4  | 5  | -1   |  | Liban (en)                 |  |     |     |     | 3-1 |
| 5    | Inde (en)   | 1   | 4 | 0 | 1 | 3 | 3  | 7  | -4   |  | Inde (en)                  |  |     |     |     |     |

###### Groupe C
Le tournoi a été disputé à Manama au Bahreïn du 19 au 25 septembre 1991.
| Rang | Équipe           | Pts     | J       | G       | N       | P       | Bp      | Bc      | Diff    |  | Résultats (▼ dom., ► ext.) |  |     |     |     |
| ---- | ---------------- | ------- | ------- | ------- | ------- | ------- | ------- | ------- | ------- |  | -------------------------- |  | --- | --- | --- |
| 1    | Bahreïn (en)     | 4       | 3       | 2       | 0       | 1       | 10      | 2       | +8      |  | Bahreïn (en)               |  | 0-2 | 4-0 | 6-0 |
| 2    | Arabie saoudite  | 4       | 3       | 2       | 0       | 1       | 8       | 3       | +5      |  | Arabie saoudite            |  |     | 1-2 | 5-1 |
| 3    | Jordanie (en)    | 4       | 3       | 2       | 0       | 1       | 9       | 5       | +4      |  | Jordanie (en)              |  |     |     | 7-0 |
| 4    | Sri Lanka (en)   | 0       | 3       | 0       | 0       | 3       | 1       | 18      | -17     |  | Sri Lanka (en)             |  |     |     |     |
| -    | Afghanistan (en) | Forfait | Forfait | Forfait | Forfait | Forfait | Forfait | Forfait | Forfait |  |                            |  |     |     |     |

##### Zone Extrême-Orient

###### Groupe D
Le rencontres allers ont été disputées à Séoul en Corée du Sud du 18 au 26 mai 1991 et les matches retours à Kuala Lumpur en Malaysie entre le 26 juin et le 7 juillet 1991.
| Rang | Équipe           | Pts | J | G | N | P | Bp | Bc | Diff |  | Résultats (▼ dom., ► ext.) |     |     |     |     |      |
| ---- | ---------------- | --- | - | - | - | - | -- | -- | ---- |  | -------------------------- | --- | --- | --- | --- | ---- |
| 1    | Corée du Sud     | 15  | 8 | 7 | 1 | 0 | 30 | 1  | +29  |  | Corée du Sud               |     | 2-1 | 0-0 | 6-0 | 10-0 |
| 2    | Thaïlande (en)   | 10  | 8 | 5 | 0 | 3 | 25 | 9  | +16  |  | Thaïlande (en)             | 0-2 |     | 4-1 | 4-0 | 6-0  |
| 3    | Malaisie (en)    | 9   | 8 | 4 | 1 | 3 | 13 | 7  | +6   |  | Malaisie (en)              | 0-2 | 1-0 |     | 0-1 | 5-0  |
| 4    | Bangladesh (en)  | 6   | 8 | 3 | 0 | 5 | 14 | 15 | -1   |  | Bangladesh (en)            | 0-1 | 2-3 | 0-1 |     | 3-0  |
| 5    | Philippines (en) | 0   | 8 | 0 | 0 | 8 | 1  | 51 | -50  |  | Philippines (en)           | 0-7 | 1-7 | 0-5 | 0-8 |      |

###### Groupe E
Le rencontres allers ont été disputées à Pyongyang en Corée du Nord du 15 au 23 août 1991 et les matches retours à Pékin en Chine entre le 26 août et le 3 septembre 1991.
| Rang | Équipe             | Pts | J | G | N | P | Bp | Bc | Diff |  | Résultats (▼ dom., ► ext.) |      |     |     |      | Drapeau du Népal |
| ---- | ------------------ | --- | - | - | - | - | -- | -- | ---- |  | -------------------------- | ---- | --- | --- | ---- | ---------------- |
| 1    | Chine              | 15  | 8 | 7 | 1 | 0 | 51 | 1  | +50  |  | Chine                      |      | 1-0 | 3-0 | 17-0 | 10-0             |
| 2    | Corée du Nord (en) | 13  | 8 | 6 | 1 | 1 | 27 | 3  | +24  |  | Corée du Nord (en)         | 1-1  |     | 2-0 | 4-0  | 5-0              |
| 3    | Singapour (en)     | 7   | 8 | 3 | 1 | 4 | 14 | 16 | -2   |  | Singapour (en)             | 0-3  | 1-3 |     | 4-2  | 4-1              |
| 4    | Maldives (en)      | 3   | 8 | 1 | 1 | 6 | 5  | 47 | -42  |  | Maldives (en)              | 0-12 | 0-7 | 1-1 |      | 1-2              |
| 5    | Népal (en)         | 2   | 8 | 1 | 0 | 7 | 4  | 34 | -30  |  | Népal (en)                 | 0-4  | 0-5 | 1-4 | 0-1  |                  |

###### Groupe F
| Rang | Équipe         | Pts     | J       | G       | N       | P       | Bp      | Bc      | Diff    |  | Résultats (▼ dom., ► ext.) |     |     |     |     |
| ---- | -------------- | ------- | ------- | ------- | ------- | ------- | ------- | ------- | ------- |  | -------------------------- | --- | --- | --- | --- |
| 1    | Japon          | 10      | 6       | 5       | 0       | 1       | 14      | 5       | +9      |  | Japon                      |     | 3-0 | 3-1 | 2-0 |
| 2    | Hong Kong (en) | 7       | 6       | 2       | 3       | 1       | 6       | 6       | 0       |  | Hong Kong (en)             | 3-1 |     | 1-1 | 1-1 |
| 3    | Indonésie      | 4       | 6       | 1       | 2       | 3       | 6       | 10      | -4      |  | Indonésie                  | 1-2 | 0-0 |     | 2-1 |
| 4    | Taïwan (en)    | 3       | 6       | 1       | 1       | 4       | 5       | 10      | -5      |  | Taïwan (en)                | 0-3 | 0-1 | 3-1 |     |
| -    | Laos (en)      | Forfait | Forfait | Forfait | Forfait | Forfait | Forfait | Forfait | Forfait |  |                            |     |     |     |     |

#### Deuxième tour
Le tournoi final a été disputé à Kuala Lumpur en Malaysie du 18 au 30 janvier 1992.
| Rang | Équipe       | Pts | J | G | N | P | Bp | Bc | Diff |  | Résultats (▼ dom., ► ext.) |  |     |     |     |     |     |
| ---- | ------------ | --- | - | - | - | - | -- | -- | ---- |  | -------------------------- |  | --- | --- | --- | --- | --- |
| 1    | Qatar        | 8   | 5 | 4 | 0 | 1 | 4  | 3  | +1   |  | Qatar                      |  | 1-0 | 0-3 | 1-0 | 1-0 | 1-0 |
| 2    | Corée du Sud | 7   | 5 | 3 | 1 | 1 | 6  | 3  | +3   |  | Corée du Sud               |  |     | 1-1 | 3-1 | 1-0 | 1-0 |
| 3    | Koweït (en)  | 6   | 5 | 2 | 2 | 1 | 8  | 3  | +5   |  | Koweït (en)                |  |     |     | 0-1 | 1-1 | 3-0 |
| 4    | Chine        | 6   | 5 | 3 | 0 | 2 | 7  | 5  | +2   |  | Chine                      |  |     |     |     | 2-1 | 3-0 |
| 5    | Japon        | 3   | 5 | 1 | 1 | 3 | 8  | 6  | +2   |  | Japon                      |  |     |     |     |     | 6-1 |
| 6    | Bahreïn (en) | 0   | 5 | 0 | 0 | 5 | 1  | 14 | -13  |  | Bahreïn (en)               |  |     |     |     |     |     |

### Océanie (OFC)
Le tournoi pré-olympique océanien a été disputé entre le 19 mai et le 22 novembre 1991 selon la formule de championnat en matches aller et retour et dont le vainqueur doit affronter la cinquième meilleure équipe européenne issue du Championnat d'Europe espoirs. Au terme de cette phase éliminatoire, l'Australie a gagné le droit de jouer le barrage intercontinental pour une place qualificative.

#### Tournoi final
Sauf les trois premières rencontres à domicile de l'Australie, jouées à Melbourne entre le 19 et le 26 mai 1991, le tournoi a été disputé aux Fidji du 7 au 22 novembre 1991.
| Rang | Équipe                         | Pts | J | G | N | P | Bp | Bc | Diff |  | Résultats (▼ dom., ► ext.)     |     |     |     |     |
| ---- | ------------------------------ | --- | - | - | - | - | -- | -- | ---- |  | ------------------------------ | --- | --- | --- | --- |
| 1    | Australie                      | 12  | 6 | 6 | 0 | 0 | 23 | 1  | +22  |  | Australie                      |     | 2-0 | 7-0 | 4-0 |
| 2    | Nouvelle-Zélande               | 7   | 6 | 3 | 1 | 2 | 12 | 7  | +5   |  | Nouvelle-Zélande               | 1-2 |     | 4-0 | 4-2 |
| 3    | Fidji                          | 4   | 6 | 1 | 2 | 3 | 3  | 15 | -12  |  | Fidji                          | 0-3 | 0-0 |     | 1-1 |
| 4    | Papouasie-Nouvelle-Guinée (en) | 1   | 6 | 0 | 1 | 5 | 4  | 19 | -15  |  | Papouasie-Nouvelle-Guinée (en) | 0-5 | 1-3 | 0-2 |     |

### Afrique (CAF)
Le tournoi africain de qualifications pour les Jeux olympiques d’été de 1992 s'est déroulé sur quatre tours entre le 18 novembre 1990 et le 23 février 1992. Les trois qualifiés au tournoi olympique ont été déterminés, au terme des quatre rondes, à l'issue d'un système à élimination directe, réunissant les 32 nations inscrites au départ, disputé en match aller-retour et lors desquels la règle des buts marqués à l'extérieur est d'application. Après le dernier tour, le Maroc, le Ghana et l'Égypte se sont qualifiés pour le tournoi olympique.

#### Premier tour
| Équipe 1     | Résultat | Équipe 2                  | Aller | Retour |
| ------------ | -------- | ------------------------- | ----- | ------ |
| Maurice      | 2 - 2 E  | Somalie (en)              | 1 - 0 | 1 - 2  |
| Mozambique   | 1 - 0    | Swaziland                 | 0 - 0 | 1 - 0  |
| Botswana     | 1 - 2    | Gabon                     | 0 - 0 | 1 - 2  |
| Éthiopie     | -        | Libye forfait             | -     | -      |
| Sénégal      | -        | Burkina Faso (en) forfait | -     | -      |
| Sierra Leone | -        | Mali forfait              | -     | -      |
| Mauritanie   | -        | Gambie forfait            | -     | -      |
| Togo         | -        | Congo forfait             | -     | -      |

#### Deuxième tour

##### Groupe 1
| Équipe 1      | Résultat | Équipe 2            | Aller | Retour |
| ------------- | -------- | ------------------- | ----- | ------ |
| Soudan        | 1 - 4    | Égypte              | 1 - 2 | 0 - 2  |
| Mozambique    | 1 - 4    | Ouganda             | 0 - 1 | 1 - 3  |
| Maurice       | -        | Zambie disqualifié  | -     | -      |
| Malawi        | -        | Éthiopie forfait    | -     | -      |
| Cameroun      | -        | Gabon disqualifié   | -     | -      |
| Côte d’Ivoire | -        | Angola (en) forfait | -     | -      |

##### Groupe 2
| Équipe 1 | Résultat | Équipe 2           | Aller | Retour |
| -------- | -------- | ------------------ | ----- | ------ |
| Tunisie  | 3 - 2    | Sénégal            | 3 - 1 | 0 - 1  |
| Algérie  | 0 - 1    | Sierra Leone       | 0 - 0 | 0 - 1  |
| Maroc    | 6 - 0    | Mauritanie         | 6 - 0 | 0 - 0  |
| Togo     | -        | Liberia forfait    | -     | -      |
| Ghana    | -        | Guinée disqualifié | -     | -      |
| Zimbabwe | -        | Zaïre forfait      | -     | -      |

#### Troisième tour

##### Groupe 1
| Équipe 1 | Résultat | Équipe 2              | Aller | Retour |
| -------- | -------- | --------------------- | ----- | ------ |
| Égypte   | 3 - 1    | Malawi                | 3 - 1 | 0 - 0  |
| Ouganda  | 1 - 4    | Cameroun              | 1 - 2 | 0 - 2  |
| Maurice  | -        | Côte d’Ivoire forfait | -     | -      |

##### Groupe 2
| Équipe 1 | Résultat | Équipe 2     | Aller | Retour   |
| -------- | -------- | ------------ | ----- | -------- |
| Tunisie  | 5 - 6 ap | Zimbabwe     | 3 - 1 | 2 - 5 ap |
| Ghana    | 4 - 4 E  | Sierra Leone | 2 - 1 | 2 - 3    |
| Maroc    | -        | Togo forfait | -     | -        |

#### Quatrième tour
| Équipe 1 | Résultat | Équipe 2 | Aller | Retour |
| -------- | -------- | -------- | ----- | ------ |
| Cameroun | 0 - 2    | Maroc    | 0 - 0 | 0 - 2  |
| Ghana    | 10 - 1   | Maurice  | 6 - 0 | 4 - 1  |
| Égypte   | 4 - 1    | Zimbabwe | 3 - 0 | 1 - 1  |

### Barrage intercontinental (UEFA / OFC)
Le vainqueur du Tournoi pré-olympique de l'OFC doit affronter la cinquième meilleure équipe européenne issue du Championnat d'Europe espoirs lors d'un barrage intercontinental pour une dernière place qualificative. L'Australie l'emporte sur les Pays-Bas.
| Équipe 1  | Résultat | Équipe 2 | Aller | Retour   |
| --------- | -------- | -------- | ----- | -------- |
| Australie | 3 - 3 E  | Pays-Bas | 1 - 1 | 2 - 2 ap |